# Willis Ridge
Willis Ridge är en bergstopp i Antarktis. Den ligger i Västantarktis. Chile gör anspråk på området. Toppen på Willis Ridge är 2 294 meter över havet.
Terrängen runt Willis Ridge är huvudsakligen bergig, men åt nordost är den kuperad. Terrängen runt Willis Ridge sluttar österut. Trakten är obefolkad. Det finns inga samhällen i närheten. 